# Зырянов, Пётр Антонович

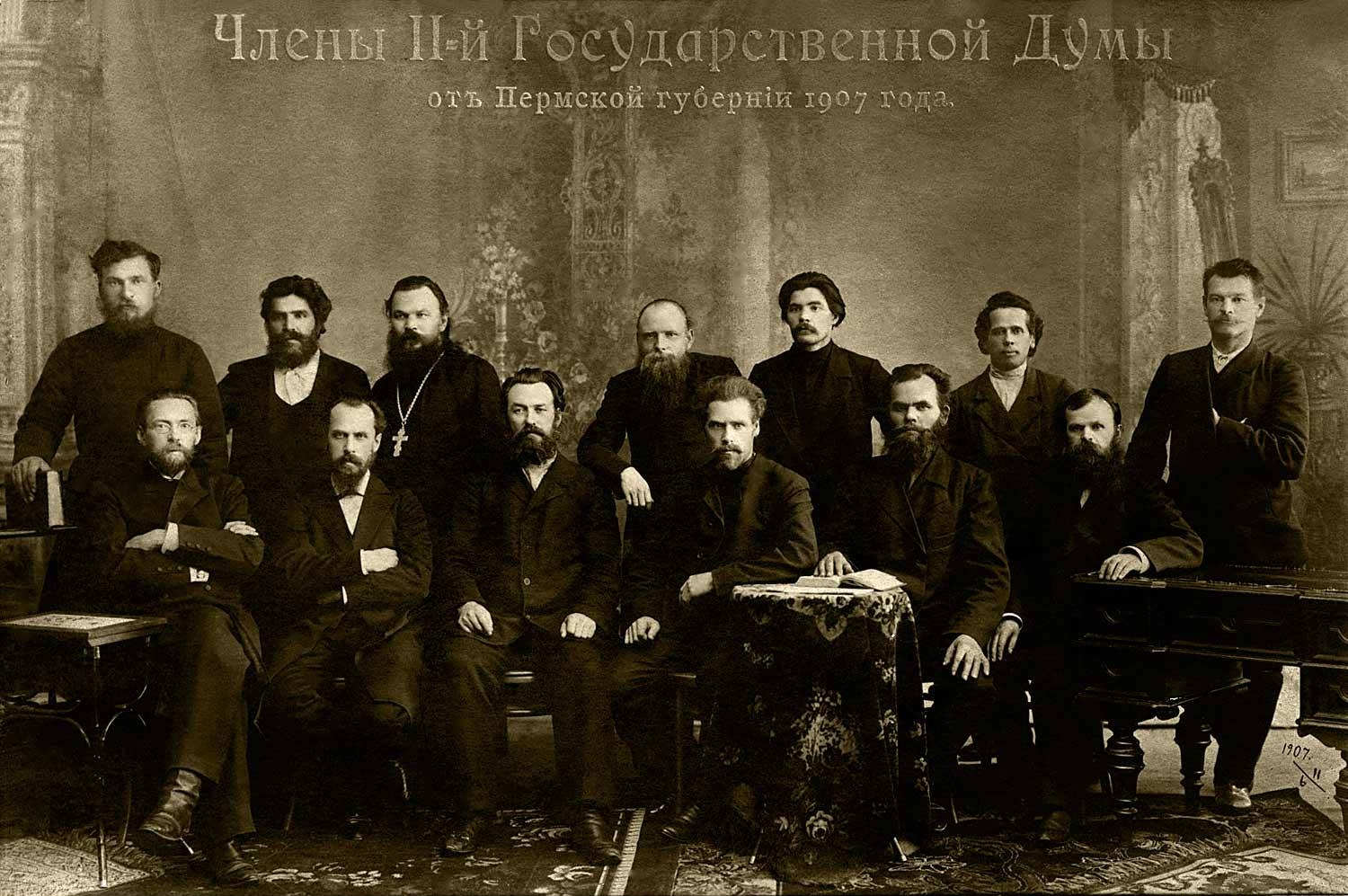
Члены II Государственной думы от Пермской губернии, 1907 год. Сидят: В. Н. Мамин, Г. И. Баскин, Я. Е. Захаров, А. А. Шпагин, Г. И. Кабаков, В. Е. Ершов; стоят: П. А. Зырянов, П. С. Сигов, К. А. Колокольников, Е. А. Петров, В. А. Чащин, Ф. Я. Тимачев, Я. П. Максимов

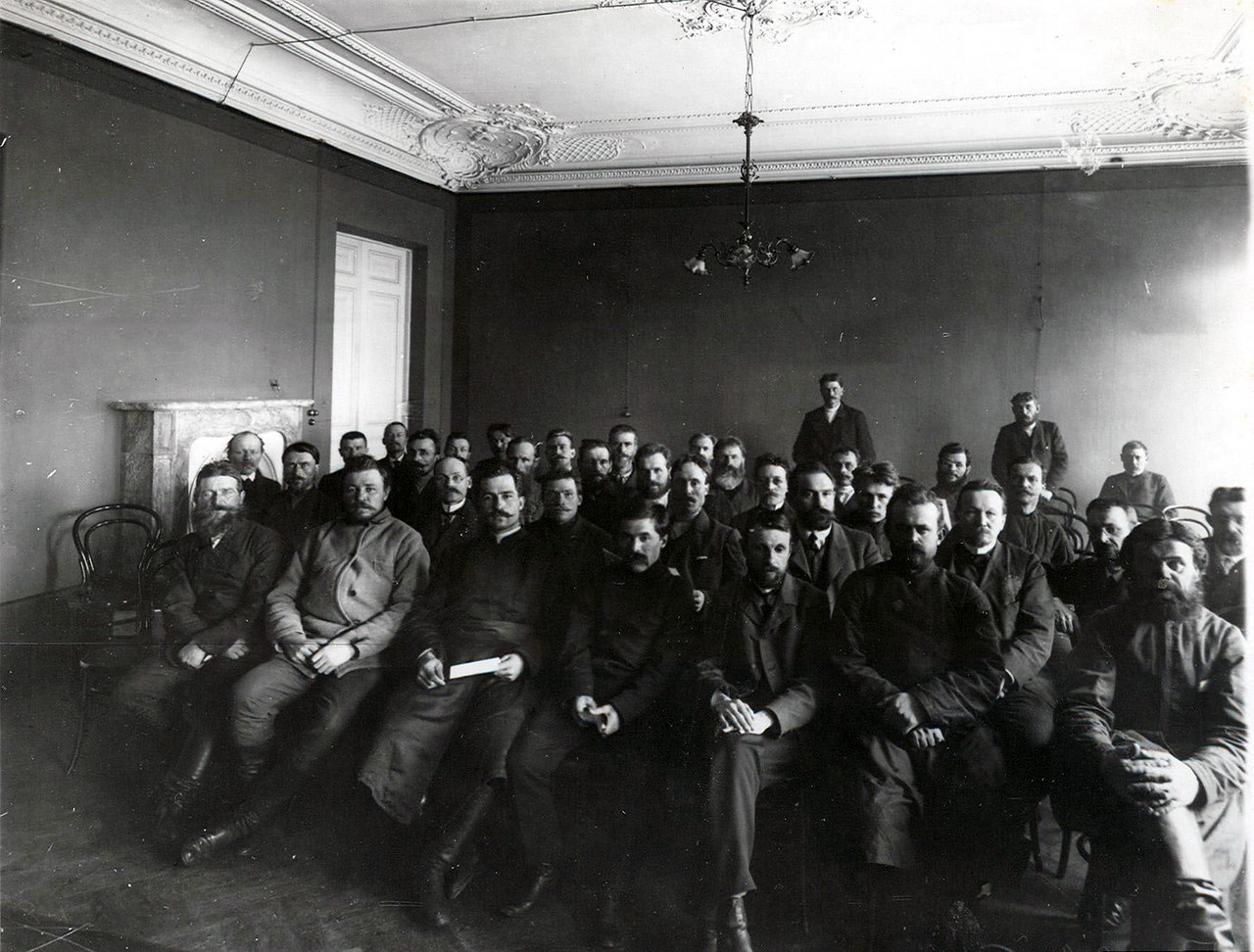
Трудовая группа на совещании фракции (1907)

Пётр Антонович Зырянов (1874, Соровское, Пермская губерния — не ранее 1923, СССР) — крестьянин, депутат II Государственной думы Российской империи от Пермской губернии (1907), член правления Сибсельскосоюза (1923).

## Биография
Пётр Зырянов родился в 1874 году в крестьянской семье в селе Соровском (Мезенском) Осиновской волости Шадринского уезда Пермской губернии, ныне деревня Соровское входит в Шадринский муниципальный округ Курганской области.
Школьного образования он не получил вообще, или получил только начальное — был самоучкой. Зырянов занимался земледелием, имея 12 десятин надельной земли.
На губернском избирательном собрании 6 (19) февраля 1907 года Пётр Зырянов был выборщиком от крестьян Шадринского уезда. Избрался в Государственную Думу Российской империи. В Думе он вошёл в Трудовую группу и фракцию Крестьянского союза, а также работал в составе думской аграрной комиссии. С парламентской трибуны не выступал.
Депутат Зырянов настаивал на соединении железнодорожным сообщением Шадринска и Кургана — в этом его поддерживали депутаты как Шадринской, так и Курганской городской Думы. Вопрос о строительстве железной дороги через Шадринск был положительно решен при личной поддержке председателя Совета министров Петра Аркадьевича Столыпина.
После роспуска Второй Думы Зырянов вернулся на малую родину. Здесь он начал руководить работой двух сельскохозяйственных кооперативов.
В 1912 году на выборах в Государственную Думу четвертого созыва Зырянов участвовал в губернском избирательном собрании — также от крестьян Шадринского уезда. Он был избран гласным уездного (1909‑1917) и губернского (1912‑1917) земских собраний. С конца 1909 года он также являлся членом уездной землеустроительной комиссии.
В 1915 году Пётр Антонович Зырянов — крестьянин села Соровского Осиновской волости Шадринского уезда — «состоял в должности» председателя ревизионной комиссии Союза Сибирских маслодельных артелей. Он просил выдать ему паспорт для поездки в Лондон, совместно с Мартинианом Федоровичем Тюменцевым и Василием Ефимовичем Чураевым, «для обревизования там постановки дела, счетоводства и отчетности Акционерного общества „Союза Сибирских Кооперативных товариществ“, краткое название „Юниан“, половинным пайщиком которого состоит наш союз».
Выписка из «Раздаточной ведомости для получения продовольственного пособия семействами нижних воинских чинов по Осиновской волости Шадринского уезда» от 12 сентября 1915 года содержит имя Зырянова, как призванного на службу в Русскую императорскую армию в период Первой мировой войны.
В Советское время, в 1923 году, Зырянов являлся членом совета Сибирского краевого союза сельско-хозяйственных кредитных кооперативных союзов (Сибсельскосоюза) — в мае, на первом собрании уполномоченных в Новониколаевске, он вошёл в состав правления Сибсельскосоюза.
Дальнейшая судьба Зырянова не прослежена.